# Michel Lambert (militant)
Pour les articles homonymes, voir Michel Lambert et Lambert.
Michel Lambert a été un militant du Front de libération du Québec dans les années 1960 et 1970. Il a fait partie du réseau de Pierre-Paul Geoffroy,,. 
Il s'exile à New York, à Paris, en Algérie et en Jordanie, où il fréquente un camp d'entraînement du Front démocratique populaire pour la libération de la Palestine. Il y est interviewé en 1970 sous le pseudonyme de Salem. Il participe à la mise sur pied de la Délégation extérieure du FLQ à Alger avec Raymond Villeneuve et Normand Roy.
Après avoir séjourné également dans des pays de l'Est comme la Bulgarie, il revient au Québec en 1979.